# Kaplica św. Rocha w Braniewie
Kaplica św. Rocha w Braniewie – zabytkowa kaplica z 1710 roku, znajdująca się na cmentarzu komunalnym przy ul. Olsztyńskiej w Braniewie. Kaplica została wpisana 18 sierpnia 1992 do rejestru zabytków pod poz. 229/92.

## Historia powstania kaplicy św. Rocha

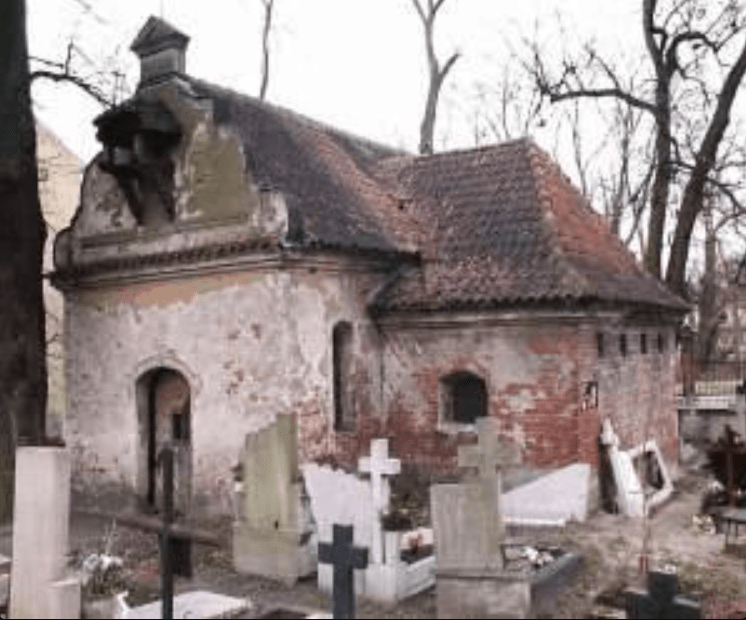
Kaplica św. Rocha przed remontem

Początek XVIII wieku przyniósł Warmii wojny, pożary i epidemie; wśród nich czarną śmierć, czyli dżumę (zobacz: dżuma na Warmii 1708–1711). Epidemia, która w 1702 wybuchła w dalekim Konstantynopolu, dotarła wskutek toczonych wojen aż tutaj. Ludzie od zarazy umierali wszędzie – w domach i w lasach, gdzie próbowali się chronić przed zarazą. Jesienią 1708 biskup Andrzej Chryzostom Załuski zapisał w swoim pamiętniku „Anioł śmierci przekroczył granicę biskupstwa”. Szły pielgrzymki do warmińskich sanktuariów. W kościołach lud błagał na kolanach i zanosił do Stwórcy suplikacje. Wobec tej pandemii ówczesna sztuka lekarska pozostawała bezradna. Chorym pozostawała tylko modlitwa do Boga przez wstawiennictwo świętych orędowników.
Wieści o szerzeniu się dżumy dotarły do Braniewa już w połowie września 1709 roku, wzbudzając wśród władz i mieszkańców niepokój. Mimo stosowania różnych środków zapobiegawczych (jak okadzanie pomieszczeń) na początku października 1709 roku zaraza dotarła do miasta. Przywlókł ją tu ponoć pewien przyjezdny z Królewca. Już w listopadzie wymierały całe domostwa. Chorych umieszczano w domach dla trędowatych przed bramami miasta oraz przystąpiono do budowy w miejskim lesie baraków drewnianych dla zadżumionych mieszkańców. Mimo to dżuma nadal zbierała w mieście obfite żniwo, przesilenie miało miejsce w 1710 roku. W samym Braniewie zmarło ok. 1050 osób, a na obszarze parafii braniewskiej do 8 tys. osób. Największa śmiertelność była wśród ludności Nowego Miasta.
Cmentarze nie mogły pomieścić zmarłych. Licznych zmarłych grzebano m.in. na cmentarzu św. Jana, cmentarzu przy kaplicy Świętego Krzyża w Braniewie oraz na cmentarzu przy drodze do Pieniężna przy dzisiejszej ul. Olsztyńskiej (stąd cmentarz ten zwano później dżumowym). Na tym cmentarzu ksiądz Nowego Miasta Braniewa, Johannes (Jan) Trojan, z zebranej jałmużny ufundował kaplicę św. Rocha, opiekuna osób zadżumionych, która została ukończona już po jego śmierci, w 1711 roku. Ofiary zarazy chowano na cmentarzu przy tej kaplicy. Sam ksiądz Jan Trojan również zmarł w 1710 roku. Dżuma wygasła w Braniewie dopiero w marcu 1711 roku. Była to ostatnia tak wielka fala morowego powietrza w historii.

## Architektura kaplicy św. Rocha

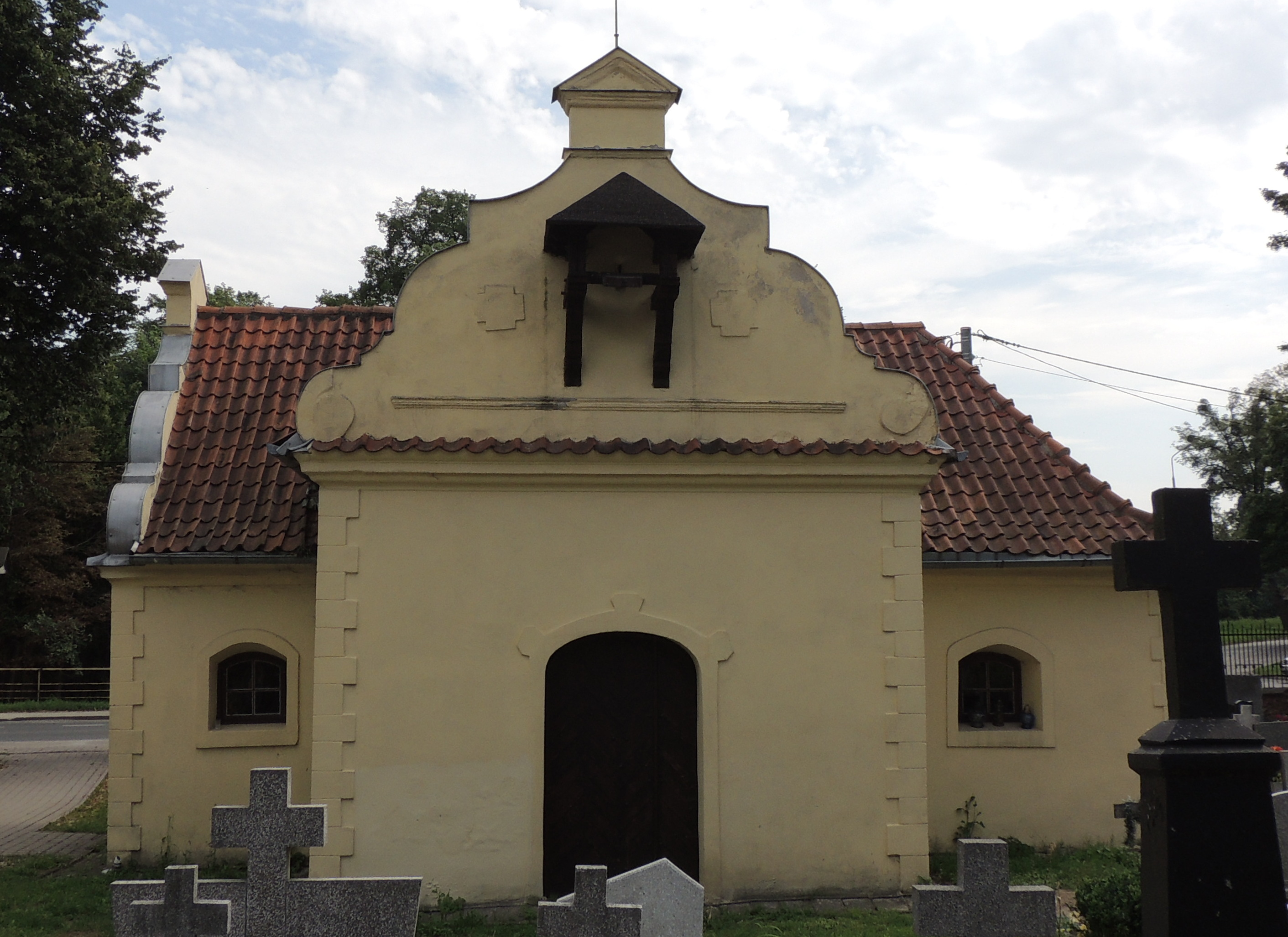
Kaplica po remoncie 2004–2006

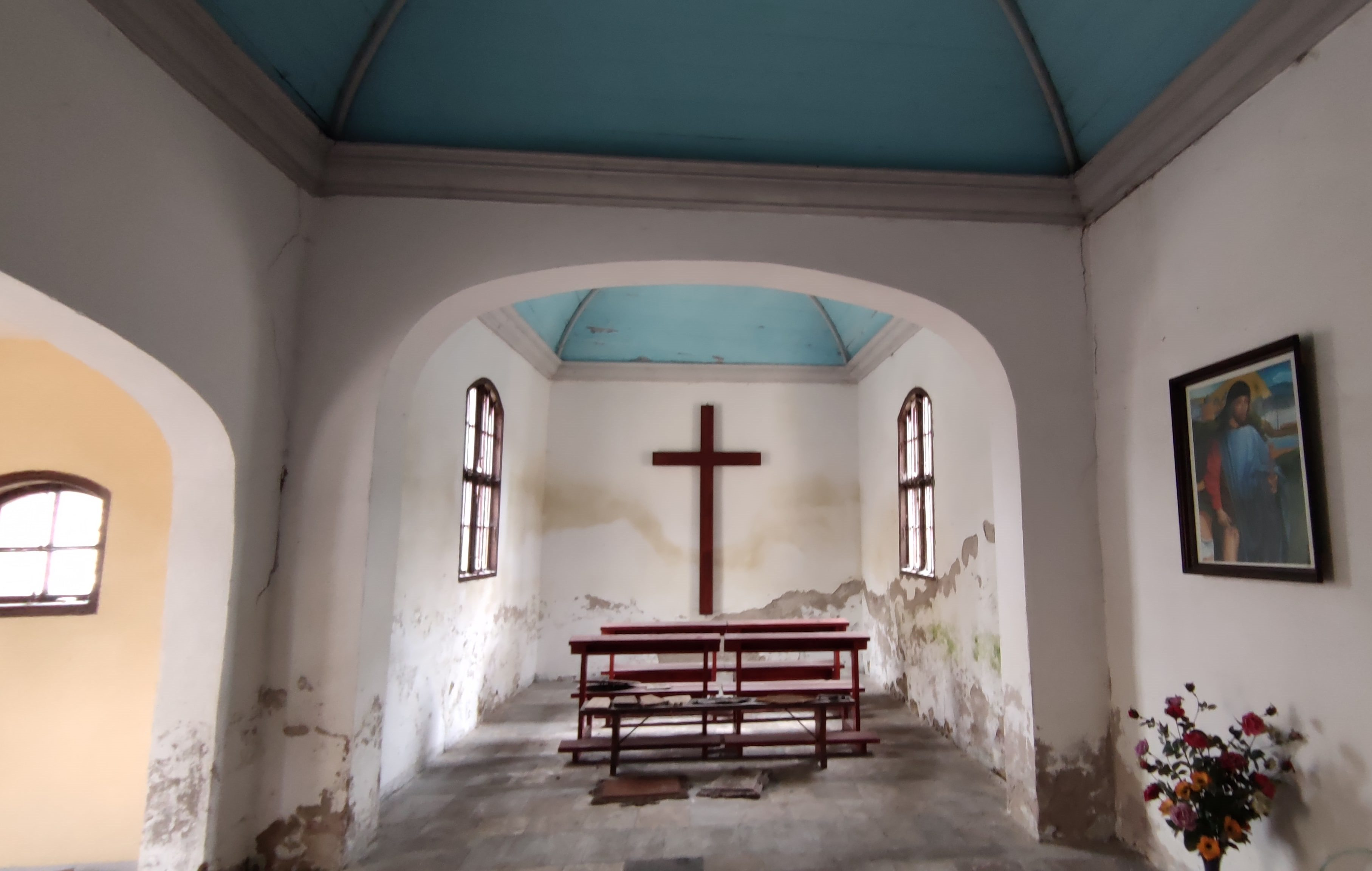
Kaplica św. Rocha, rok 2021

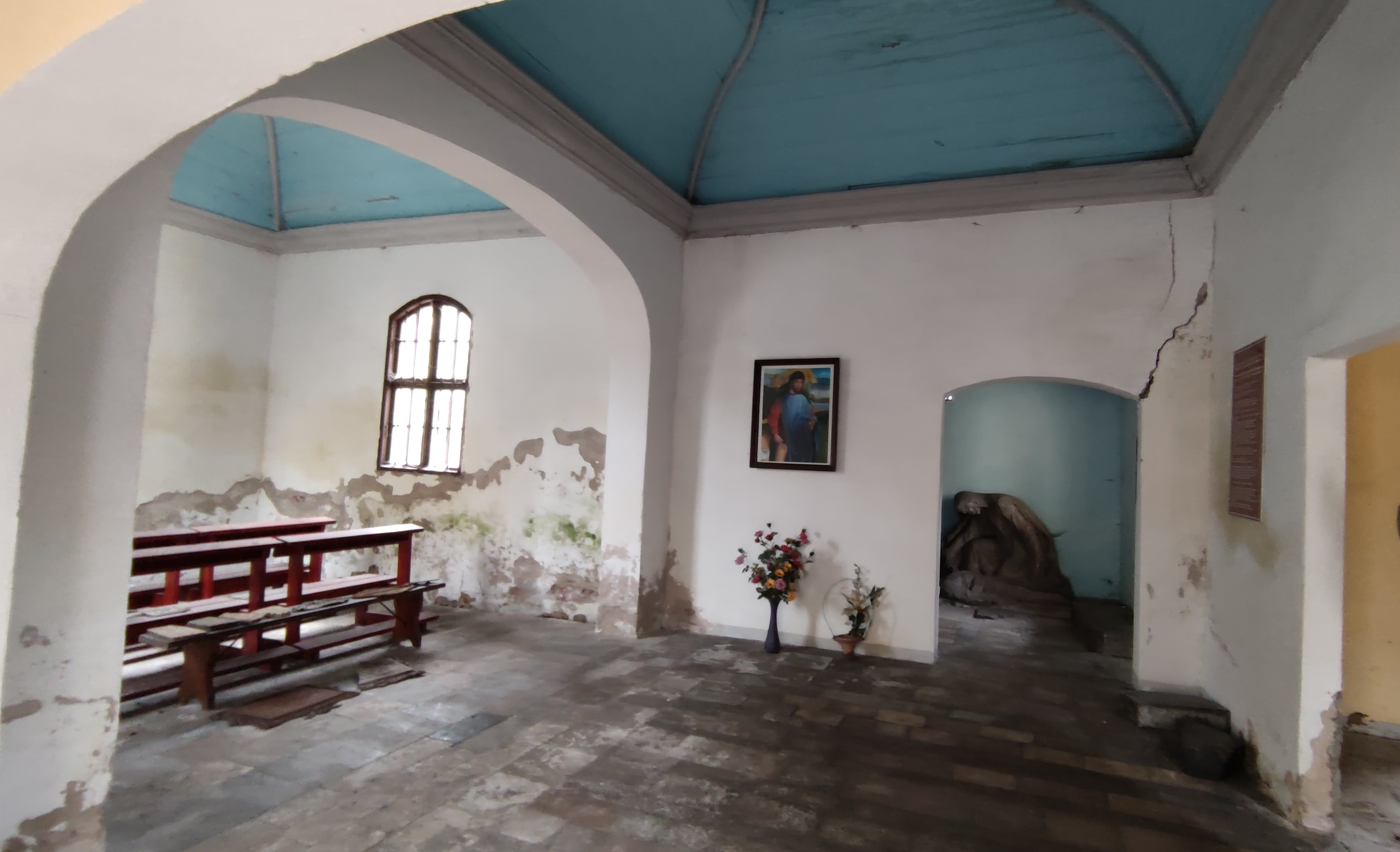
Kaplica św. Rocha, rok 2021

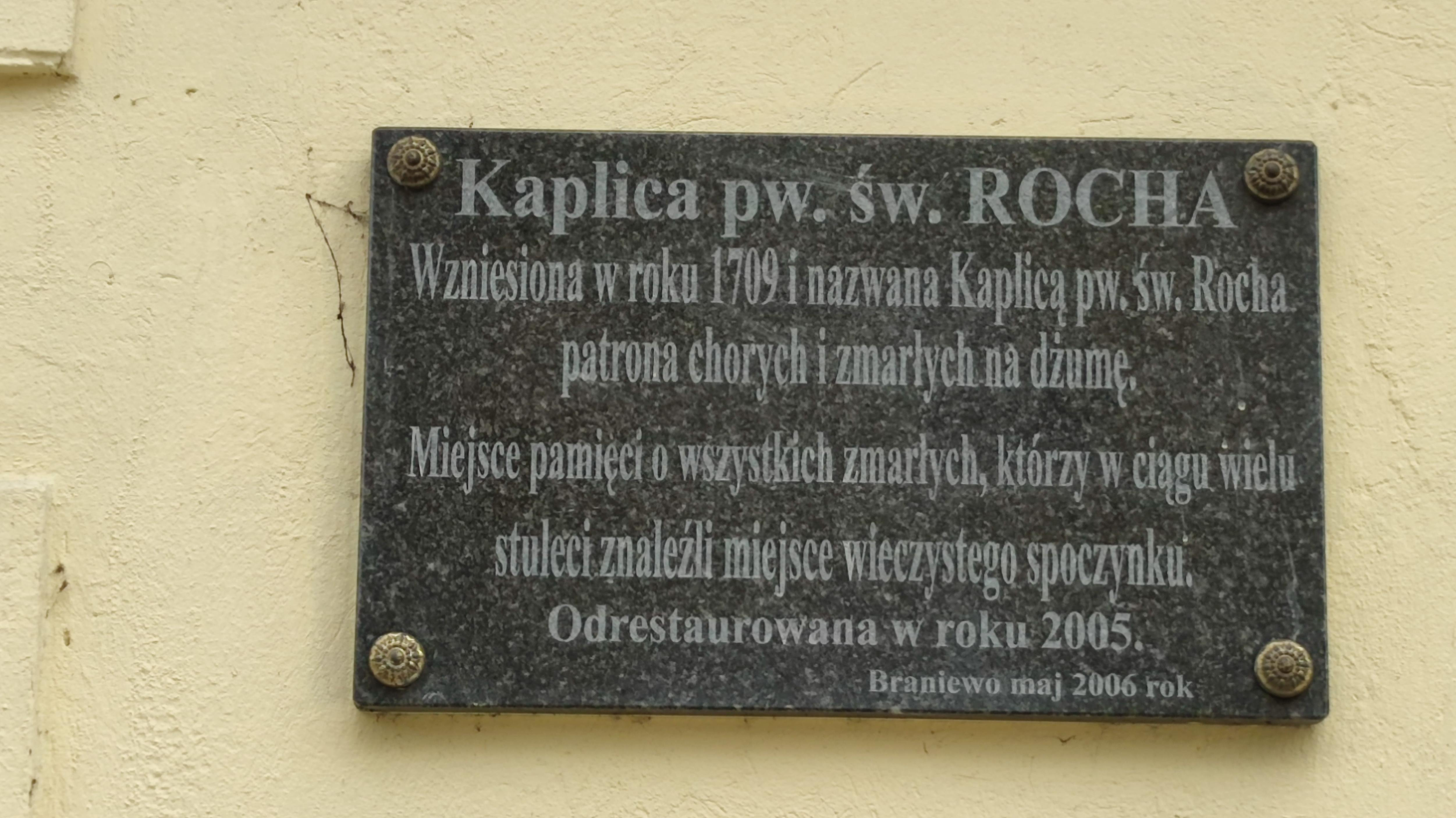
Tablica odsłonięta w 2006 roku na ścianie kaplicy

Wybudowana w latach 1710–1711 kaplica jest jednym z najstarszych zachowanych zabytków Braniewa. Kaplica jest barokowa, orientowana, murowana z cegły, otynkowana. Wzniesiono ją na rzucie wydłużonego prostokąta. Od strony północnej i południowej przylegają do niej kwadratowe dobudówki przedsionka i kostnicy. Po stronie zachodniej znajduje się kruchta. Naroża kaplicy ujęte zostały w boniowane pasy, z wydatnym gzymsem podokapowym; okna i otwory wejściowe zamknięto łukiem odcinkowym. Szczyt wschodni oraz zachodni ozdobione zostały spływami wolutowymi z trójkątnym przyczółkiem. Po stronie zachodniej znajduje się także drewniana sygnaturka. Całość przykryto dachami dwuspadowymi z dachówki (oddzielne dla każdej części). Wnętrz podzielone zostało arkadami o łuku odcinkowym na kwadratowe prezbiterium i nawę o takim samym kształcie. Zachowały się w nich oryginalne (z 1711 roku) pozorne, czterodzielne sklepienia kopulaste, ozdobione dekoracyjnymi listwami i ze zwornikiem w formie zwisającej szyszki. W pozostałych pomieszczeniach stropy założono, podczas kolejnych remontów w 1894 i 1925 roku. W 1925 roku też zostały dobudowane do kaplicy boczne aneksy. W istniejącym do II wojny światowej barokowym ołtarzu znajdowały się obrazy z wizerunkami patronów chorób zakaźnych: św. Rocha, Rozalii i Sebastiana.
Po wojnie nieczynna kaplica niszczała i popadała w ruinę. Miasto nie było w stanie uratować zabytku, zgodziło się jedynie na jej przekazanie parafii św. Katarzyny. Z inicjatywy ks. Tadeusza Brandysa oraz dzięki wsparciu m.in. honorowego obywatela miasta Gerharda Steffena i niemieckiej fundacji renowację zabytkowej kaplicy przeprowadzono w latach 2004–2005 roku. W maju 2006 roku umieszczono na ścianie kaplicy pamiątkową tablicę. 18 czerwca 2006 roku miało miejsce ponowne poświęcenie kaplicy przez arcybiskupa Wojciecha Ziembę oraz wizytatora apostolskiego ks. Lothara Schlegela.
Kaplica współcześnie nie jest użytkowana.
| Tablice informacyjne w kaplicy |                 |
| język polski                   | język niemiecki |